# Lambur (Muara Sabak Timur)
Lambur is een bestuurslaag in het regentschap Tanjung Jabung Timur van de provincie Jambi, Indonesië. Lambur telt 4855 inwoners (volkstelling 2010).